# Pesadilla en la cocina (Chile)
Pesadilla en la cocina es un programa de televisión chileno de telerrealidad culinaria, presentado por el chef Gustavo Maurelli. Se estrenó el 28 de febrero de 2016, se transmitió todos los miércoles y domingos a las 22:30, por Chilevisión y tuvo 12 episodios y un especial. Este espacio es una adaptación del programa homónimo angloparlante presentado por el británico Gordon Ramsay, con versión de Pesadilla en la cocina de Gordon Ramsay en Reino Unido, Irlanda, Estados Unidos de América y en España por el chef Alberto Chicote.

## Antecedentes
El formato original del programa empezó a emitirse en Channel 4 en 2004, bajo el nombre de Ramsay's Kitchen Nightmares, donde el conocido chef Gordon Ramsay trataba de salvar de una situación límite a establecimientos hosteleros de todo el Reino Unido. Tal fue el éxito del programa que la cadena americana FOX compró los derechos y en 2007 puso en marcha su propia versión, también presentada por Ramsay. Además, Alberto Chicote está haciendo la versión española de Pesadilla en la cocina desde 2012, en donde se muestra los locales de España.

## Argumento
El chef Maurelli ha viajado por todo el mundo, cocinando y probando gran variedad de comida. Actualmente, es chef de uno de los hoteles Sheraton. Al llegar a Chile, trata de salvar de una situación crítica a locales de las regiones de Valparaíso y Metropolitana.

## Episodios y temporadas
| Temporada | Temporada | Episodios | Estreno               | Final               | Índice |
| --------- | --------- | --------- | --------------------- | ------------------- | ------ |
|           | 1         | 13        | 28 de febrero de 2016 | 27 de abril de 2016 |        |
| Total     | Total     | —         | —                     | —                   | —      |

### Primera temporada: 2016
| N.º Serie | N.º Temp. | Restaurante                                                                          | Estilo culinario                 | Localización      | Fecha de emisión      | Índice audiencia | Estado actual                                                         |
| --------- | --------- | ------------------------------------------------------------------------------------ | -------------------------------- | ----------------- | --------------------- | ---------------- | --------------------------------------------------------------------- |
| 1         | 1         | El Bodegón del Mar                                                                   | Marisco                          | Viña del Mar      | 28 de febrero de 2016 | 10,7             | Cerrado                                                               |
| 2         | 1         | La Tavola Di Mario                                                                   | Comida italiana                  | Santiago de Chile | 2 de marzo de 2016    | -                | Cerrado                                                               |
| 3         | 1         | Comedy                                                                               | Restobar                         | Santiago de Chile | 6 de marzo de 2016    | 8,7              | Abierto                                                               |
| 3         | 1         | El local fue remodelado fuera de la transmisión, ampliando la capacidad de clientes. |                                  |                   |                       |                  |                                                                       |
| 4         | 1         | Pan y teatro                                                                         | Restobar                         | Santiago de Chile | 9 de marzo de 2016    | -                | Abierto                                                               |
| 5         | 1         | Las Conchitas                                                                        | Marisco                          | Santiago de Chile | 13 de marzo de 2016   | 8,6              | Cerrado                                                               |
| 6         | 1         | El rincón de la carne                                                                | Restobar                         | Santiago de Chile | 16 de marzo de 2016   | -                | Cerrado                                                               |
| 7         | 1         | Otai Sushi                                                                           | Comida japonesa                  | Santiago de Chile | 20 de marzo de 2016   | -                | Cerrado                                                               |
| 8         | 1         | La perla del Pacífico                                                                | Marisco                          | Concón            | 23 de marzo de 2016   | -                | Abierto                                                               |
| 9         | 1         | Donde Claudita                                                                       | Comida casera                    | Santiago de Chile | 30 de marzo de 2016   | -                | Cerrado                                                               |
| 10        | 1         | El Ají amarillo                                                                      | Comida peruana                   | Santiago de Chile | 6 de abril de 2016    | -                | Abierto (sede principal del padre) Cerrado (sede secundaria del hijo) |
| 11        | 1         | Arco y Baleno                                                                        | Comida italiana                  | Santiago de Chile | 13 de abril de 2016   | -                | Cerrado                                                               |
| 12        | 1         | Lima Asia                                                                            | Comida peruana, china y japonesa | Santiago de Chile | 20 de abril de 2016   | -                | Cerrado                                                               |
| 13        | 1         | Especial: ¿Qué fue de...?                                                            | Especial: ¿Qué fue de...?        | varios            | 27 de abril de 2016   | -                | N/A                                                                   |
| 13        | 1         | Revisitas: Las Conchitas y Comedy                                                    |                                  |                   |                       |                  |                                                                       |

## Audiencia
Estas han sido las audiencias de las ediciones del programa Pesadilla en la cocina.
     Episodio más visto.

     Episodio menos visto.

### 1.ª temporada
| 1 | 1 | Domingo   | 28 de febrero | Estreno del programa Restaurante: El Bodegón del Mar | 22:30 - 23:50 | 10,7 | Noveno | [ 4 ] |
| 2 | 2 | Miércoles | 2 de marzo    | Restaurante: La Tavola Di Mario                      | 22:30 - 23:50 | —    | —      | [ 5 ] |
| 3 | 3 | Domingo   | 6 de marzo    | Restaurante: Comedy                                  | 22:32 - 23:57 | 8,7  | Décimo | [ 6 ] |

## Capítulo Piloto
En una entrevista con el Chef Maurelli, confesó que el capítulo piloto no fue emitido por petición de la propia dueña del restaurante. No se saben ni el nombre del restaurante ni su tipo de comida.
Algunas cosas que se saben de este restaurante:
- Se encontraba localizado en el Barrio Bellavista
- El Chef Maurelli se intoxicó durante una semana debido a la comida del restaurante.
- El chef del restaurante tenía carne de res, cerdo, camarones, pollo y calamares en la misma bandeja, lo que probablemente provocó la intoxicación del Chef Maurelli.
- Las críticas del Chef Maurelli hacia el restaurante fueron tan fuertes que la dueña pidió a la producción no emitir el capítulo.